# Toxizität

Das hier abgebildete GHS-Piktogramm eines Schädels mit gekreuzten Knochen bezeichnet giftige Substanzen und Gemische.

Der Neologismus Toxizität (von lateinisch toxicum – aus altgriechisch τοξικόν [φάρμακον] toxikón [phármakon] „Pfeil[-gift]“, dieses zu τόξον tóxon „Bogen, Pfeil und Bogen“ – und lateinischer Endung -tas) bedeutet Giftigkeit.
Die Toxizität selbst ist eine Stoffeigenschaft. Die toxische Wirkung eines Stoffes auf ein Lebewesen hängt neben seiner Giftigkeit entscheidend von der Dauer und Exposition, das heißt von der Dosis und Art ihrer Aufnahme (Inkorporation) ab: Eine orale Aufnahme unterscheidet sich im Verlauf der Vergiftung häufig von einer inhalativen (durch die Atmung), dermalen (durch Hautkontakt) oder gar intravenösen, intramuskulären oder intraperitonealen (durch die Bauchhöhle) Aufnahme derselben Substanz. Die komplexe Stoffeigenschaft „Toxizität“ hat damit eine qualitative Komponente (z. B. Wirkmechanismus oder Organbezug) und eine quantitative Komponente, die die toxische Potenz des Stoffes (u. a. die Dosis-Wirkungs-Beziehung) beschreibt.
Die Lehre von Giftstoffen, den Vergiftungen sowie deren Behandlung heißt Toxikologie.

## Organ- und Gewebespezifität
Viele Substanzen wirken verschieden toxisch auf unterschiedliche Gewebearten oder Organe; daraus folgen dann Bezeichnungen für die Art der Giftwirkung:
- Zellgiftigkeit oder Cytotoxizität bezieht sich auf Stoffe, die alle Zellen schädigen, etwa Wasserstoffperoxid oder Ethanol.
- Nervengiftigkeit oder Neurotoxizität beschreibt Gifte, die vorwiegend Nervenzellen angreifen, wie Botulinumtoxin, Batrachotoxin oder Coniin.
- Nierengiftigkeit oder Nephrotoxizität ist die toxische Wirkung auf die Nieren (manche Antibiotika oder die Aristolochiasäuren).
- Lebergiftigkeit oder Hepatotoxizität ist die toxische Wirkung auf die Leber (verschiedene Antibiotika wie Actinomycine und Doxycyclin, einige Antituberkulotika,[1] Phosphor, Ethanol etc.).
- Myelotoxizität ist die toxische Wirkung auf das Knochenmark und führt zur Myelosuppression.
- Blutgiftigkeit oder Hämotoxizität ist eine Eigenschaft von Substanzen, welche die Funktionsweise des Blutes negativ verändern (Kohlenstoffmonoxid CO) etc.

Dies beruht darauf, dass manche Toxine vor allem auf bestimmte Stoffwechselbereiche oder Stoffgruppen (wie Enzyme bzw. Proteine), teils auch nur auf ein Biomolekül im Körper schädigend einwirken. Das Blutgift Kohlenstoffmonoxid etwa bindet an Hämoglobin im Blut und behindert damit den Sauerstofftransport.
Wirken Gifte toxisch auf die DNA, indem sie dort Veränderungen auslösen, werden sie als Mutagene bezeichnet. Erzeugen sie Krebs, so sind sie Karzinogene. Bewirkt ein Toxin Fehlbildungen bei Föten, wird es als Teratogen klassifiziert. Hier genügen teils minimale Dosen des Giftstoffes, um einen mutagenen, karzinogenen oder teratogenen Effekt zu erzeugen.
Einige wenige Toxine wirken auf nahezu alle Gewebe toxisch und sind zusätzlich mutagen und kanzerogen wirksam; hierzu zählen Mykotoxine wie Aflatoxine und Citrinin.

## Bestimmung und Messgrößen
Die Toxizität einer Substanz wird mit Hilfe verschiedener Verfahren bestimmt.
Die wohl bekannteste Messgröße für Toxizität ist der LD50- bzw. LC50-Wert. Daneben gibt es noch weitere toxikologische Messgrößen wie den NOEL, den DMEL, den DNEL, die PNEC, die LOEC oder auch die IGC50. Es bestehen Überlegungen, die Toxizität noch unbekannter Substanzen mit Hilfe der quantitativen Struktur-Wirkungs-Beziehung QSAR abzuschätzen, bevor diese überhaupt synthetisiert werden.
In der Ökotoxikologie werden häufig Bioindikatoren verwendet, um die Toxizität von Substanzen zu messen. Ein bekanntes, wenn auch umstrittenes Beispiel für einen genormten Toxizitätstest ist der in DIN 38412-L31 normierte Fischtest, der mittlerweile durch den ebenfalls normierten (DIN 38415-T 6) Fischeitest ersetzt wurde. Auch der Daphnientest wird dazu oft verwendet.

## Begrifflichkeiten
Die „Toxische Kapazität“ bezeichnet die Toleranz eines Organismus oder eines Ökosystems gegenüber Substanzen, die bei Überschreitung des maximal tolerierten Wertes zu Schädigung oder Absterben führen.
Das „Toxische Potential“ bezeichnet die mindestens notwendige Menge einer Substanz, um toxische Reaktionen in einem Organismus oder Ökosystem hervorzurufen.

## Metaphorischer Begriffsgebrauch
Der Begriff toxisch wird zunehmend metaphorisch außerhalb des medizinischen Bereichs gebraucht. Er wird dann beispielsweise auf Persönlichkeiten, Situationen oder Orte bezogen und kann etwa „etwas Hinterhältiges oder Gefährdendes, das seine Umgebung unangenehm durchdringt“, beschreiben. Ein weit verbreitetes Beispiel für die metaphorische Verwendung des Begriffs ist toxische Männlichkeit.